# Marktrichter
Ein Marktrichter war ein in einer Marktgemeinde tätiger Verwaltungsbeamter in Österreich.

## Aufgaben
Das vor allem in Österreich verbreitete öffentliche Amt befasste sich mit Verwaltungstätigkeiten in einer zur Marktgemeinde erhobenen Siedlung, die nicht mehr dem Landgericht bzw. dem Landrichter unterstand. Der Marktrichter wurde unter Beteiligung der Bürger bestimmt und anschließend von der Grundherrschaft bestätigt. Er war Hilfsorgan der Herrschaft, besorgte die Aufrechterhaltung und Überwachung des untertänigen Gemeinwesens, hatte die Leitung der Geschäfte der Marktgemeinde inne und urteilte über Fälle der niedrigen Gerichtsbarkeit. In größeren Marktgemeinden waren ihm Geschworene oder Räte zur Seite gestellt, die ebenso ernannt worden waren.

## Geschichte
Der Marktrichter hatte in den Märkten eine ähnliche Funktion wie der Stadtrichter in den Städten. Während einzelne Städte schon bald einen Bürgermeister als höchstes Amt  hatten (1282 Wien, 1370/1481 Salzburg, 1388 Freistadt, 1569 Wels), gab es in einzelnen Märkten erst relativ spät einen Bürgermeister (1804 Bad Leonfelden). Falls es in einem Ort beide Ämter gab, war der Bürgermeister dem örtlichen Richter übergeordnet.
Mit dem Revolutionsjahr 1848 und den anschließenden Reformen wie der Aufhebung der Grunduntertänigkeit ging das Amt des Marktrichters generell im Amt des nunmehr gewählten Bürgermeisters auf, ebenso wie seine Räte zu Mitgliedern des Gemeinderates wurden.